# Reda Jaadi
Reda Jaadi (Bruxelles, 14 febbraio 1995) è un calciatore belga naturalizzato marocchino, centrocampista dell'IR Tanger.

## Caratteristiche tecniche
È un trequartista.

## Carriera
È cresciuto nelle giovanili dello Standard Liegi.

## Palmarès

### Competizioni internazionali
- CAF Champions League: 1

Wydad Casablanca: 2021-2022